# Glória (Estremoz)
Glória es una freguesia portuguesa del concelho de Estremoz, con 72,87 km² de superficie y  habitantes (2001). Su densidad de población es de 8,5 hab/km².